# Schönlaterngasse

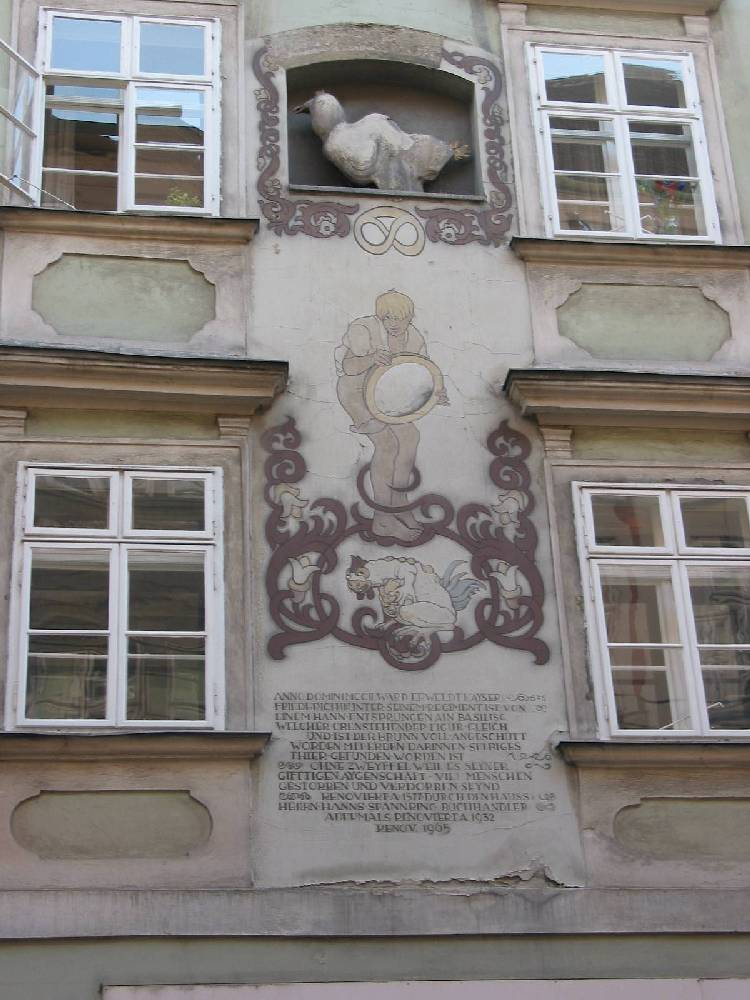
Basilisk (als Skulptur und Fresko) und Beschriftung auf Nr. 7

Die Schönlaterngasse ist eine berühmte, kleine, verwinkelte Gasse in der Wiener Innenstadt. Da die Straße am Heiligenkreuzerhof (Schönlaterngasse Nr. 5) vorbeiführt, hieß sie im Mittelalter Straße der Herren von Heiligenkreuz, später Gäßlein als man zum Heiligenkreuzerhof geht, Gasse niederhalb Heiligenkreuzerhof und Gässel beim Heiligenkreuzerhof. Ab dem 17. Jahrhundert war der Name Zur schönen Latern gebräuchlich, wobei aber bis 1776 der Beginn der Gasse noch Heiligenkreuzergässl hieß. Seit 1780 lautet der Name Schönlaterngasse. Die Verbauung geht bis in das Hochmittelalter zurück, die meisten Fassaden stammen aus der Barockzeit.
Die Gasse reichte ursprünglich nur etwa bis zur heutigen Jesuitenkirche, da der Rest bis zur Postgasse Teil einer Quergasse war, die zur Wollzeile führte. Dieses Gäßchen Gegenüber der Hohen Schul verschwand aber 1624, als die Jesuiten hier die Kirche und ein vergrößertes Universitätsgebäude errichten ließen.
Benannt ist die Schönlaterngasse nach dem ehemaligen Hausschild „Zur schönen Laterne“ auf Nr. 6, an dem eine Laterne angebracht ist. Das Original der Laterne befindet sich im Wien Museum, heute findet sich in der Gasse selbst nur noch eine Kopie, die 1971 von Otto Schmirler angefertigt wurde.
Das berühmteste Haus der Schönlaterngasse ist das Basiliskenhaus (Nr. 7). Eine bekannte Wiener Sage erzählt, dass im Hausbrunnen des Hauses im Jahre 1212 ein Basilisk hauste. Ein Bäckerbub bemerkte das Ungeheuer und wollte es vor einer angesammelten Menschenmenge beseitigen. Der Junge stieg mit einem Spiegel in den Brunnen herab. Man hatte ihn vorher gewarnt, dass der Blick eines Basilisken ein Lebewesen in Stein verwandelt. Unten angekommen hielt der Bub dem Basilisken den Spiegel vors Gesicht, worauf dieser zu Stein wurde. Heute zeigt ein Fresko an der Hausmauer des Hauses die Heldentaten des Jungen. Die dazugehörige Inschrift wurde erst 1932 nach dem Originaltext von 1577 angefertigt. (Renoviert 1965.)
Im Haus Nr. 9, das aus dem 16. Jahrhundert stammt und 1799 von Peter Mollner umgestaltet wurde, befindet sich heute der Kunstverein Alte Schmiede. Hier kann man noch eine alte Schmiedewerkstätte mit Originalwerkzeugen besichtigen.
Das Haus Nr. 11 ist der Anfang des 18. Jahrhunderts errichtete Alte Jesuitenhof.
Zurzeit haben insgesamt vier verschiedene gültige österreichische Freimarken sowie eine Silbergedenkmünze zu 10 Euro (2009) die Schönlaterngasse zum Motiv.